# 小人物狂想曲
《小人物狂想曲》是台灣電視公司（台視）以短篇喜劇為主要內容的綜藝節目，葉天健、陳君天製作，陶大偉、孫越、夏玲玲主持兼主演，謝荔生指揮台視大樂隊與2001合唱團伴奏，陳振中導播。

## 提要
《小人物狂想曲》在1979年8月3日22:00～23:00播出一集之後，非常受到觀眾歡迎；於是1980年2月10日至1980年5月4日，台視在每週日20:00～21:00常態性播出《小人物狂想曲》。
《小人物狂想曲》曾經獲得1981年第16屆金鐘獎電視金鐘獎綜藝節目獎，夏玲玲也以《小人物狂想曲》獲得1980年第15屆金鐘獎喜劇女演員獎。《小人物狂想曲》的多噱頭與快節奏，使觀眾留下深刻印象；當時陶大偉、孫越、夏玲玲拜《小人物狂想曲》之賜，喜劇電影通告頻頻找上他們，他們忙得回不來台視表演。陳君天製作《小人物狂想曲》期間，夏玲玲因與台視鬧彆扭而暫停演出，外形與夏玲玲有幾分神似的歌星施心慧立刻被陳君天安排替代夏玲玲參演。
1980年5月11日20:00，台視綜藝節目《百花宮》開播，張琍敏主持，是《小人物狂想曲》的接檔節目。1982年，台視播映20週年台慶特別節目《綜藝大出擊》，台視節目部製作，張琍敏、余天主持，所收錄之《小人物狂想曲》片頭標示製作人為葉天健。
《小人物狂想曲》同名主題曲由陶大偉作詞作曲，陶大偉與孫越主唱；另有陳遠編曲的版本，副標題為〈與我同行〉，收錄於滾石有聲出版社發行的唱片專輯《滾石歡樂英雄系列第①輯：陶大偉、孫越專輯》。陶大偉製作的台視兒童節目《彩虹街》（QQ Street），有一個短劇單元〈小小人物狂想曲〉名稱即是源自《小人物狂想曲》。
1992年4月10日，台視30週年台慶特別節目《回首三十》錄製《小人物狂想曲》復刻版，是陶大偉、孫越、夏玲玲於《小人物狂想曲》停播超過十年後重聚台視。孫越說，他這麼久沒演喜劇，也很久沒與陶大偉及夏玲玲見面，但見面後即感到彼此間有一種說不出的默契，一上戲就立刻進入狀況。陶大偉與夏玲玲笑說，好久沒這麼快樂地「玩」過了。
2012年10月6日至11月11日，為悼念陶大偉逝世，台視綜合台於每週六至週日19:00～20:00重播《小人物狂想曲》，畫面左上角加註新名稱《陶大偉經典回顧－小人物狂想曲》；播畢後，由連續劇《星星的故鄉》接檔（從第2集開始播）。
2013年1月，陶大偉之子陶喆於小人物狂想曲世界巡迴演唱會宣傳記者會中說，《小人物狂想曲》為陶大偉的名作，他想透過此主題以紀念陶大偉，同時亦希望觀眾感受陶大偉的幽默人生哲學。

## 錄影情形
2012年9月12日，台視退休導播李旼在udn網路城邦敘述《小人物狂想曲》錄影情形：
|  | 那是個最累人的節目，每個星期天從早到晚要錄一整天，但也是個樂趣最多的節目。夏玲玲是「精油子」（戲演多了，成精了），不到十分鐘就能甩本。陶大偉則比較挑剔，什麼都要求最好的；不好，他就要求重來；不過因為他懂音樂，劇中需要樂曲的部分就全部由他代勞了。該節目的主題曲就是陶大偉作詞作曲。孫叔叔（孫越）外務比較繁忙，排戲時間相對就少，往往吃NG最多的也是他。等到全部錄影完畢，天也快亮了。不過，也正因為如此，演出者跟工作人員也培養出很好的默契，彼此的個性和脾氣也都摸得十分清楚。 陳君天最擅長做這種即興表演式的節目，像《論語》、《三百六十行》都是如此。他很少用劇本，所有的台詞都在他嘴上；跟主持人講過一遍，他們就都能心領神會，也能夠發揮得淋漓盡致。 |

2022年4月，葉天健在台視60週年台慶特別節目《台視60 風華再現》回憶《小人物狂想曲》錄影情形：
|  | 錄《小人物狂想曲》的時候，他們（陶大偉、孫越、夏玲玲）在下面錄，我在上面看。……他們三個在下面，然後看到我以後，如果我是笑著臉下來的話，他們就說「OK」；然後如果我不笑的話，他們就說「One more time（再來一遍）」。 |